# Annum ingressi

Stemma di Papa Leone XII.

Annum ingressi  è un'esortazione apostolica scritta da papa Leone XIII il 19 marzo 1902 in occasione dei venticinque anni del suo pontificato.
Fu indirizzata ai vescovi di tutto il mondo, esortando alla resistenza alla massoneria.

## Contenuto

### Volontà del Papa
Lo stesso Leone XIII descrive la ragione più profonda della sua lettera “come il ‘testamento’ che Noi, avvicinandoci alla fine, vogliamo lasciare all'umanità con il fervido augurio del bene delle nazioni!”. Egli riassume principi importanti, fornisce una panoramica delle questioni ecclesiastiche centrali e dà indicazioni per il futuro.
All'inizio del 25° anniversario della sua ascesa al soglio petrino, esordì ringraziando Dio, che gli aveva permesso di governare la Chiesa per tanti anni. Poi ringraziò i vescovi, lodando il loro duro lavoro e ricordando le difficoltà che i suoi "Venerabili Fratelli" avevano dovuto affrontare.

### Nemici della Chiesa
Nella sezione successiva, descrive l'emergere della lotta contro la Chiesa e analizza le forme e le occasioni che avevano portato a questi conflitti. Descrive la natura di questa emergenza e spiega che Gesù Cristo l'aveva già prevista: "Se il mondo vi odia, sappiate che ha odiato me prima di odiare voi" (Giovanni 15:18). Leone spiega che questo odio è infondato, perché l'intenzione di Gesù era quella di unire l'umanità nella pace e nell'armonia. Il Papa elenca le seguenti forme di guerra contro i figli di Dio: la forza bruta, le eresie, l'incredulità e il cesaropapismo (l'unificazione del potere secolare ed ecclesiastico nelle mani di un sovrano secolare), così come l'Illuminismo, lo scetticismo e l'irreligiosità.

### Le conseguenze disastrose e i rimedi
Il Papa riteneva che questa lotta senza salvezza avesse portato a conseguenze disastrose che minacciavano le fondamenta della religione e che la giustizia e la morale fossero state corrotte dal paganesimo. In particolare, egli considera particolarmente disastrosi: la moralità indipendente, la disintegrazione della famiglia, la disintegrazione dell'ordine sociale, l'egoismo nella vita politica e l'anarchismo. Nella sua lettera citò anche i rimedi a queste conseguenze che avrebbero potuto portare a un cambiamento, distinguendo tra rimedi buoni e falsi.
Il Papa stilò un catalogo di rimedi che, a suo avviso, avrebbero potuto porre rimedio ai mali che gravavano sulla Chiesa. Era dovere supremo esortare e implorare coloro che occupavano posizioni di potere perché cercassero rimedi adeguati e li applicassero con vigore.
Tra i rimedi sbagliati annoverava: la libertà senza freni, l'insegnamento senza religione e il progresso culturale senza Dio; i rimedi giusti includevano: la libertà cristiana, il progresso e l'istruzione, nonché il ritorno alla Chiesa cattolica.

### Contro le buone intenzioni della Chiesa
La calunnia secondo cui la Chiesa sarebbe stata nemica della cultura, della libertà e dello Stato era un tentativo di screditare le intenzioni della Chiesa.

### Persecuzione da parte della Massoneria
Il documento lanciò accuse pesanti alla Massoneria, affermando che il suo scopo era la distruzione dello Stato e della Chiesa. La Chiesa era perseguitata dai massoni, che erano i promotori di queste campagne:
Egli vedeva il pericolo maggiore nella persecuzione del sacerdozio e nell'impossessamento dei luoghi di culto; gli attacchi alla Santa Sede, a cui il Papa si sentiva esposto in misura straordinaria, dimostravano che i massoni volevano favorire la distruzione della Sede Apostolica.
Tuttavia, la persecuzione della Chiesa e la privazione della sede divina servivano solo a corrompere lo Stato, perché il danno all'ordine sociale era anche un danno allo Stato: 

### Prospettive per il futuro
Nel suo testamento, Leone XIII diede anche indicazioni per il futuro, in cui intravedeva l'attesa della vittoria della Chiesa. La sua speranza era l'unità della Chiesa. Le associazioni cristiane avrebbero anche dato alla Chiesa il coraggio di difendersi. Il Papa era certo che la Chiesa sarebbe cresciuta tra i pagani.

## =Esortazione finale
L'esortazione finale invitava tutti i vescovi a svolgere con diligenza il loro ufficio pastorale, affinché il Regno di Dio sulla Terra fosse protetto. Si rivolgeva anche ai laici, sperando che il clero trovasse in loro un forte sostegno: 